# 2-金刚烷酮
2-金刚烷酮（英語：2-Adamantanone，或称为金刚烷-2-酮）化学式C10H14O 是一种金刚烷衍生的酮。工业上可由硫酸氧化金刚烷而来，但此反应产生大量的酸性污泥作为副产物，因此具有高的环境负荷。